# Campus des Quatre vents
Pour les articles homonymes, voir Quatre vents.

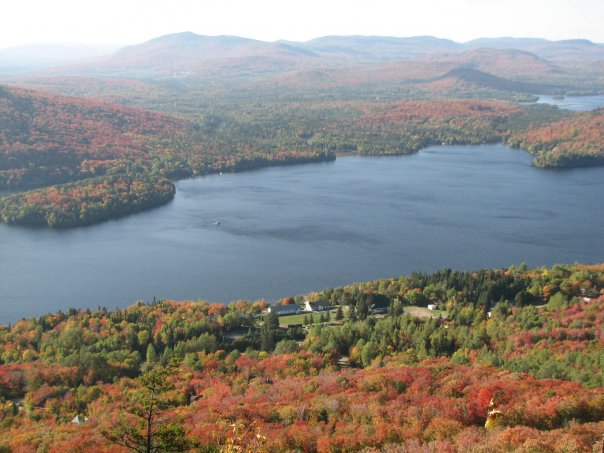
Campus des Quatre-Vents, Saint-Donat

Le Campus des Quatre vents est un des établissements associés aux centres jeunesse de Lanaudière. Il héberge des enfants et adolescents aux prises avec des problématiques de santé mentale qui lui sont confiés par la Direction de la protection de la jeunesse (organisme dépendant du Ministère de la Santé et des Services sociaux du Québec) en vertu de la Loi sur la protection de la jeunesse. Les Quatre vents est le seul établissement du genre au Québec et son expertise est reconnue internationalement[source insuffisante].

## Emplacement géographique et installations physiques
Le centre des Quatre vents est aménagé dans une ancienne colonie de vacances à Saint-Donat, Québec (Canada), en bordure du lac Archambault. Les jeunes y sont installés dans trois pavillons dispersés sur le site et portant chacun le nom d’un vent, soit le Blizzard, le Chinook et le Mousson. Chacune de ces unités héberge un maximum de huit jeunes qui ont chacun leurs propres chambres. L’aménagement intérieur des unités est fait de manière à se rapprocher le plus possible d’une demeure familiale ordinaire. Aux Quatre vents, aucune porte n'est verrouillée, il s’agit d’un centre dit « ouvert ».
La clientèle bénéficie des installations physiques de l’ancienne colonie de vacances : vastes terrains de jeux, plage baignable, canots, pédalos, plusieurs kilomètres de sentiers pédestre et de ski de fond. Les installations physiques sont un des aspects qui font des Quatre vents un établissement unique en son genre, offrant à sa clientèle un environnement beaucoup moins institutionnel que celui que l’on retrouve habituellement dans le réseau des centres jeunesse.
Depuis 2005, un nouveau bâtiment abrite trois « condos » dont l’usage est réservé sporadiquement aux familles des jeunes hébergés aux Quatre vents dans le cadre de l’approche thérapeutique préconisée par le centre. Lorsqu'inoccupés, les condos peuvent être utilisés par diverses familles d'accueil de la région de Lanaudière, permettant ainsi aux enfants et adolescents hébergés par ces familles de bénéficier eux aussi du grand air et des installations récréatives dont dispose le centre.

## Historique

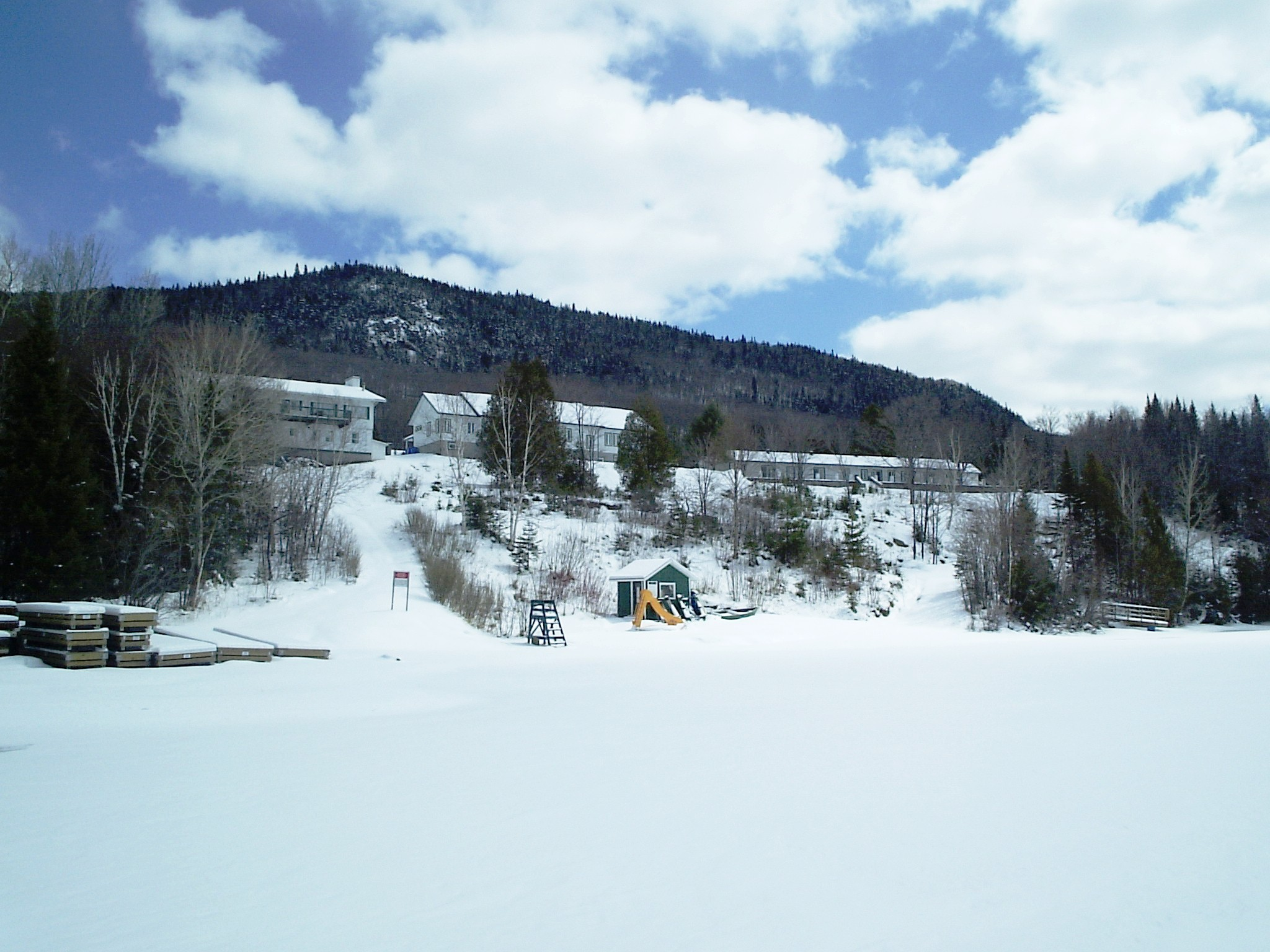
Le campus en hiver, vu depuis le lac.

La première clientèle qui est accueillie aux Quatre vents est celle d’adolescents présentant des troubles du comportement, placés sous la Loi sur la protection de la jeunesse ou de la Loi sur le système de justice pénale pour les adolescents (anciennement Loi sur les jeunes contrevenants). Au fil des années, le centre accueille également de jeunes enfants présentant des troubles du comportement assez sévères pour que le placement en famille d'accueil se révèle insuffisant.
C’est en 1998 que le centre reçoit sa vocation actuelle de ressource d’hébergement pour enfants et adolescents atteints de maladies mentales. Le concept est développé parce que plusieurs jeunes présentant ce type de troubles ne parvenaient pas à s’adapter au cadre plus rigide des unités traditionnelles et voyaient souvent leur état s’aggraver ou leurs séjours en pédopsychiatrie s’allonger ou se multiplier. Le centre se veut également une étape de transition entre le milieu hospitalier et le retour en milieu familial, ainsi qu'une alternative à l'hospitalisation en pédopsychiatrie. Le modèle d’intervention éducative des Quatre vents s'appuie sur les travaux du psychologue Gilles Gendreau et du pédopsychiatre Guy Ausloos.
Au cours de l’hiver 2008, l’administration menace de relocaliser les jeunes hébergés dans les installations de Saint-Donat, voire d’annuler complètement le volet Santé mentale qui s’avère plus onéreux à gérer que les programmes réguliers en institution. À ce jour[Quand ?], aucune décision définitive n’a été prise à cet effet. Les employés des Quatre vents ainsi que plusieurs parents dont un enfant est ou a été hébergé continuent de manifester leur désir de voir le centre garder ses portes ouvertes.
Il est fermé en 2014[réf. souhaitée], alors que les Centres Jeunesse décident de relocaliser les unités plus près de Joliette.

## Approches thérapeutiques
Les principales problématiques rencontrées par les jeunes hébergés à Quatre vents sont :
- Syndrome d’Asperger
- Psychose
- Trouble bipolaire de l’humeur
- Trouble obsessionnel compulsif
- Syndrome de Gilles de la Tourette

L'approche préconisée par les Quatre vents est axée sur l'exploitation et le développement du potentiel du jeune. Beaucoup d’énergie est consacrée à travailler avec la famille afin de favoriser un retour durable du jeune dans son milieu. L’approche pourrait se résumer par quatre grandes lignes directrices :
- Individualiser
- Dépathologiser
- Socialiser
- Collaborer

Au cours de son séjour à Quatre vents, le jeune apprend à composer avec les particularités de sa maladie afin de favoriser une meilleure intégration future dans une vie normale, notamment au niveau scolaire. Un suivi continue d’être offert tant au jeune qu’à ses proches au cours des mois suivant sa sortie du centre, ce qui est une première dans le système de services sociaux québécois.
Le nombre de jeunes par unité de vie à Quatre vents est d’un maximum de huit, comparativement à 12 ou 16 dans des unités ordinaires. Cela permet un meilleur encadrement ainsi qu’une approche axée davantage sur l’individu que sur le groupe. Les équipes d’intervenants sont ordinairement composées de six professionnels, éducateurs ou psycho-éducateurs pour la majorité et sont supervisées par un chef d’équipe ayant plusieurs années d’expérience en intervention auprès de ce type de clientèle. Une infirmière est également chargée du volet médical des plans d’intervention.
Dix années d’expérience ont permis au personnel de Quatre vents :
- d'offrir une qualité de vie aux jeunes par l’individualisation et un cadre de vie accueillant et chaleureux ;
- de développer un travail de partenariat constant avec les familles et les proches par des contacts réguliers, des visites à domicile, le vécu partagé et le répit familial ;
- de tisser d’étroites collaborations avec le réseau social, soit : le milieu scolaire, la communauté, les centres de santé et services sociaux (CLSC) ainsi que divers autres milieux référents.